# Domenico Gitto
Domenico Gitto (ur. 28 września 1959 w Falcone, zm. 26 czerwca 2012 w Abudża) – włoski kierowca wyścigowy.

## Kariera
Gitto rozpoczął karierę w wyścigach samochodowych w 1986 roku od startów we  Włoskiej Formule 3, gdzie jednak nie zdobywał punktów. W późniejszych latach pojawiał się także w stawce Włoskiej Formuły 2000, Brytyjskiej Formuły 3000, Formuły 3000 oraz Brytyjskiej Formuły 2.
W Formule 3000 Włoch startował w latach 1988-1990, 1993. Jednak w żadnym z trzech wyścigów, w których wystartował, nie zdobywał punktów.